# European Science Foundation
European Science Foundation, ESF, är en samarbetsorganisation för forskningsråd och vetenskapliga akademier i Europa. ESF grundades 1974 och har sitt säte i Strasbourg.

### Kritik mot ERIH:s tidskriftslistor (2008–2011)
European Reference Index for the Humanities (ERIH) lanserades av European Science Foundation (ESF) 2002 genom dess Standing Committee for the Humanities som ett referensindex över tidskrifter inom humaniora. Från 2008 väckte ERIH:s ursprungliga A/B/C-indelning kritik från redaktörer och vetenskapliga sammanslutningar, som varnade för att den kunde missbrukas i forskningsutvärderingar; branschmedia rapporterade om samordnade protester och avhopp. I januari 2009 övergav ESF bokstavsbetygen och ersatte dem med beskrivande kategorier. År 2014 överfördes ansvaret för ERIH från ESF till norska NSD – Norwegian Centre for Research Data, och indexet relanserades och utvidgades som ERIH PLUS för att även omfatta samhällsvetenskaperna.

### Diskussioner om flytt och styrning i Strasbourg (2012–2014)
Lokal rapportering i Strasbourg noterade i slutet av 2012 oro för att European Science Foundation (ESF) kunde upplösas eller flyttas till Bryssel i takt med att organ på europeisk nivå konsoliderades, samtidigt som ESF:s uttalade preferens att stanna i Strasbourg rapporterades. Samma rapportering uppmärksammade minskande personalstyrka vid den tiden och pekade ut en generalförsamling i slutet av november 2012 som en beslutspunkt. I december 2012 sköt ESF:s medlemmar upp ett slutligt beslut om organisationens framtid till slutet av 2014.

### Övergång till Science Europe (2011)
I oktober 2011 bildade majoriteten av European Science Foundations medlemsorganisationer (nationella forskningsfinansiärer och forskningsutförande organisationer) Science Europe, en Brysselbaserad förening avsedd att företräda deras gemensamma intressen och samordna forskningspolitiken på europeisk nivå. Detta innebar en strategisk förskjutning bort från ESF:s traditionella roller – programförvaltning och fördelning av medel – mot en plattform inriktad på intressebevakning och policysamordning med Europeiska unionens institutioner.
Science Europe tog över många av de samordnings- och strategifunktioner som tidigare utförts av ESF, men var inte avsedd att själv driva direkta finansieringsprogram. Mellan 2011 och 2015 avvecklade ESF gradvis sina forskningsnätverksaktiviteter och överförde vissa policy- och representationsuppgifter till Science Europe.
Efter denna övergång verkar ESF som en förening enligt den lokala rätten i Alsace–Moselle, innehar inte längre den juridiska statusen av stiftelse, och fortsätter som en mindre vetenskaplig serviceorganisation med fokus på verksamheter såsom sakkunniggranskning (peer review), utvärdering av forskning och värdskap för vetenskapliga plattformar. Science Europe blev det huvudsakliga intressepolitiska organet för Europas nationella forskningsfinansiärer och forskningsutförare.

### Utvärdering av portugisiska forskningsenheter (2013–2015)
Portugals nationella finansiär FCT uppdrog åt ESF att stödja en tvåstegsutvärdering av nationella FoU-enheter. Processen och resultaten bestriddes av delar av det portugisiska forskarsamhället; i april 2015 beskrev Science utvärderingen som politiskt omstridd i sin rapportering om ledningsförändringar vid FCT. I oktober 2014 publicerade Nature en World View-krönika av Amaya Moro-Martín som hänvisade till ”en bristfällig utvärderingsprocess som stöddes av ESF”; ESF krävde en tillbakadragning och hotade med rättsliga åtgärder, vilket uppmärksammades av Retraction Watch; senare uppgav ESF att man inte avsåg att väcka talan ”i detta skede”.

### Personalneddragningar och förändrad verksamhet (2015–2017)
Regional press rapporterade i april 2017 att ESF bekräftade sin närvaro i Strasbourg ”på andra grunder”, och beskrev en övergång från omkring 120 anställda till 19 efter tre avgångsprogram (två frivilliga, ett obligatoriskt), tillsammans med en omställning mot professionella tjänster under varumärket Science Connect (peer review, utvärderingar och relaterat stöd) och ett medellångt bemanningsmål på omkring 40; exempel på tidiga kunder som nämndes var IdEx Bordeaux, Luxemburgs universitet och AXA Research Fund. ESF tillkännagav starten för sin expertverksamhet Science Connect i januari 2017 och markerade dess etablering vid ett evenemang i Strasbourgs stadshus i april 2017.